# Livro de Amós

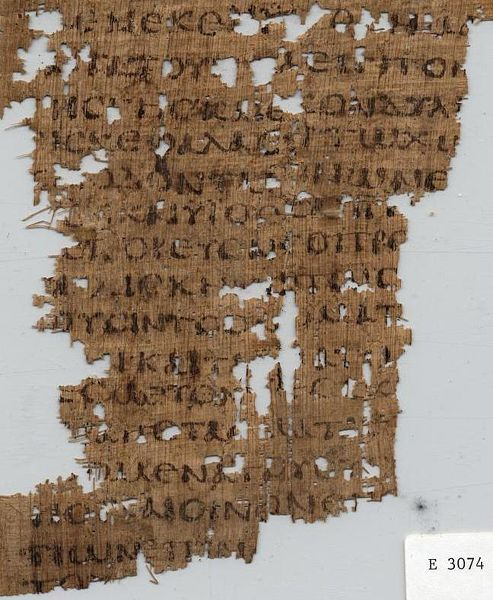
Papiro de Oxirrinco 846. O conteúdo é Amós 2:6-12, em grego (Septuaginta). Século VI.

O Livro de Amós é o terceiro dos Doze Profetas Menores no Tanakh (chamado pelos cristãos de Antigo Testamento) e o segundo na tradição grega da Septuaginta.  Amós, um contemporâneo mais antigo de Oseias e Isaías, estava ativo por volta de 750 a.C. durante o reinado de Jeroboão II (788–747 a.C.), (788-747 a.C.), tornando Amós o primeiro livro profético da Bíblia a ser escrito. Amós viveu no reino de Judá, mas pregou no reino do norte de Israel. Seus principais temas são a justiça social, a onipotência de Deus e o julgamento divino. O livro de Amós cita claramente o ciclo da água, que só foi descoberto séculos depois.

## Estudos sobre o livro
A canonicidade deste livro, ou sua reivindicação de um legítimo lugar na Bíblia, jamais foi questionada e sempre defendida. Desde os tempos primitivos, foi aceito pelos judeus, e aparece nos mais antigos catálogos cristãos. Justino, o Mártir, do século II, citou Amós em seu Dialogue With Trypho, a Jew (Diálogo com Trífon, um Judeu, cap. XXII). O próprio livro se acha em completo acordo com o restante da Bíblia, conforme indicado pelas muitas referências do escritor à história bíblica e às leis de Moisés. (Am 1:11; 2:8-10; 4:11; 5:22, 25; 8:5) Os cristãos do primeiro século aceitavam os escritos de Amós como Escritura inspirada. Por exemplo, o mártir Estevão (At 7:42, 43; Am 5:25-27), e Tiago, irmão de Jesus (At 15:13-19; Am 9:11, 12), mencionaram o cumprimento de algumas das profecias.
Outros eventos históricos atestam, de forma similar, a veracidade do profeta. É fato histórico que todas as nações condenadas por Amós foram, no devido tempo, devoradas pelo fogo da destruição. A própria grandemente fortificada cidade de Samaria foi sitiada e capturada em 740 a.C., e o exército assírio levou os habitantes "para o exílio além de Damasco", conforme predito por Amós. (Am 5:27; 2Rs 17:5, 6) Judá, ao sul, recebeu igualmente a devida punição quando foi destruída em 607 a.C. (Am 2:5) E, fiel à palavra de Jeová mediante Amós, descendentes cativos tanto de Israel como de Judá voltaram em 537 a.C. para
reconstruir sua terra natal. — Am 9:14; Esd 3:1.

## Plano da obra
Depois do título (1:1) e uma breve introdução (1:2), inicia-se uma série de óraculos (1:3-2:16) contra as nações vizinhas que é feito em várias direções seguindo uma simetria de pontos opostos: Damasco, a nordeste; Gaza, no poente; Tiro, a noroeste; Edom, a sudeste e Amon e Moab no nascente, por suas crueldades entre si e até mesmo, o mais extenso deles, contra Israel. Há condenações contra Judá e Israel, por sua idolatria.
Os capítulos de 3 a 6 condenam Israel por sua hipocrisia (porque apesar de terem cometido idolatria, ainda realizavam as festas do Pentateuco) e injustiça social, merecendo destaque o discurso contra a impenitência de Israel (4:6-13), as palavras contra o culto de Betel (4:4-5; 5:4-5.21-27), as denúncias contra a injustiça social (3:9-11; 4:1-3), contra o orgulho e as falsas seguranças (3:1-22; 5:18-20; 6:1-7.13-14).
São sete os crimes de Israel:
- "vendem o justo (tsaddîq) por prata": desprezo ao devedor
- "o indigente ('ebyôn) por um par de sandálias": escravização por dívidas ridículas
- "esmagam sobre o pó da terra a cabeça dos fracos (dallîm)": humilhação/opressão dos pobres
- "tornam torto o caminho dos pobres ('anawim)": desprezo pelos humildes
- "um homem e seu filho vão à mesma jovem": opressão dos fracos (das empregadas/escravas)
- "se estendem sobre vestes penhoradas, ao lado de qualquer altar": falta de misericórdia nos empréstimos
- "bebem vinho daqueles que estão sujeitos a multas, na casa de seu deus": mau uso dos impostos (ou multas).

Amós, com os termos tsaddîq (justo), 'ebyôn (indigente), dal (fraco) e 'anaw (pobre), designa as principais vítimas da opressão na sua época. Sob estes termos Amós aponta o pequeno camponês, pobre, com o mínimo para sobreviver e que corre sério risco de perder casa, terra e liberdade com a política expansionista de Jeroboão II. É em sua defesa que Amós vai profetizar.
Está em 4:1, "ouvi esta palavra vacas de Basã, que estais no monte de Samaria, que oprimis os pobres, que quebrantais o s necessitados…". O apelo por justiça é o tema mais conhecido deste livro, porque evidencia a condenação de Deus aos que ficaram ricos através da corrupção.
No capítulo 7, o autor nos informa que foi chamado à corte do rei Jeroboão II para explicar suas profecias, que eram desfavoráveis ao rei. Ele acaba não sendo punido e acaba advertindo o rei.
O livro termina com uma mensagem de que, apesar de Deus castigar a Israel, Deus irá restaurar a nação, quando ela se voltar a Deus.

## Conteúdo

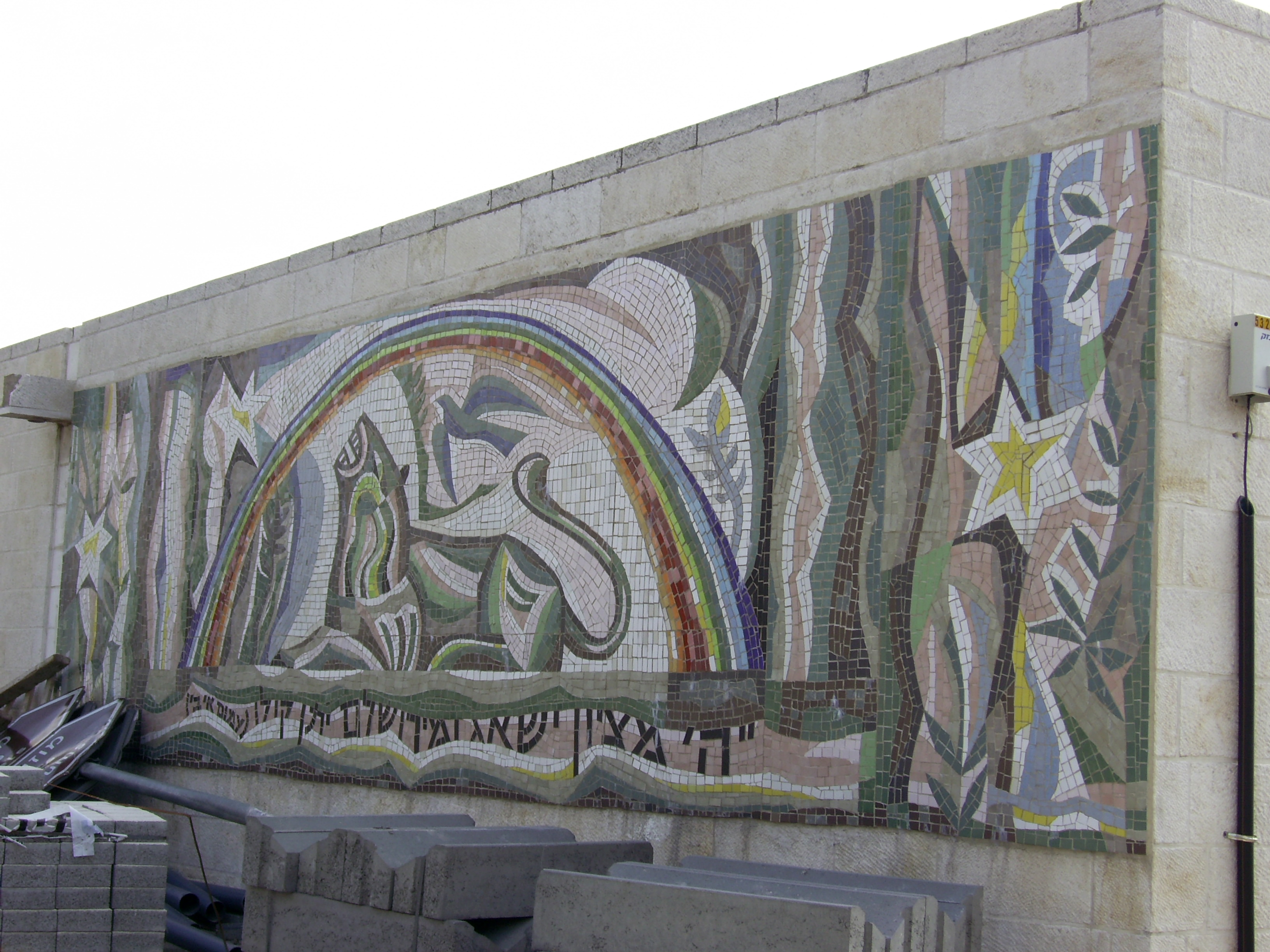
Mosaico de leão na Avenida Herzl, bairro Kiryat Moshe, Jerusalém, com citação de Amós 1:2 - "Deus rugirá de Sião e dará a sua voz de Jerusalém”. Idioma hebraico; coleção fotográfica Leões de Jerusalém.

Aproximadamente no 760 AC, Amós (nome que em hebraico significa "levar" e que parece ser uma forma abreviada da expressão Amosiá, que significa Deus levou) que era um pastor de ovelhas (1:1; 7:14) e cultivador de sicômoros (7:14), um fruto comestível que se parece com o figo, cujas frutas devem ser arranhadas com a unha ou com um objeto de metal antes de amadurecerem para que fiquem doces, em Técua (Teqoa), nos limites do deserto de Judá (1:1), perto de Bet-Lehem, era povoado situado a menos de 20 km ao sul de Jerusalém, caiu na arapuca de Deus (3:5), deixou sua vida tranquila e foi anunciar e denunciar no Reino de Israel Setentrional, durante o reinado de Jeroboão II (1:1) no Reino de Israel Setentrional (787-747 AC) e de Ozias em Judá (781-740 AC). Um leão começava a rugir (3:8): era Javé que colocava em polvorosa todo um regime de injustiças.
Menos de um século antes da pregação de Amós, tinha acontecido no Reino de Israel Setentrional um golpe militar, promovido por um antepassado de Jeroboão II, o general Jeú, que, ao romper os acordos com os vizinhos, jogara o país em profunda dependência, especialmente da grande rival Damasco, governada por arameus. O Reino de Israel Setentrional levou muito tempo para recuperar a sua autonomia. E isto começou com o rei Joás, pai de Jeroboão II, que governou entre 797 e 782 AC.
O reinado de Jeroboão II (783 - 743 AC), era uma época aparentemente gloriosa para o Reino de Israel Setentrional que ampliava seus domínios (2 Rs 14:25) (6:1-3.13-14), certamente tomou Damasco e submeteu a Síria ao seu poder, e enriquecia, entretanto, o sistema administrativo adotado por Jeroboão II provocou a concentração da renda nas mãos de poucos privilegiados com o conseqüente empobrecimento da maioria da população, os pequenos agricultores ficavam tão  endividados que chegavam à escravidão para pagar suas dívidas. Os tribunais, que teoricamente deveriam defendê-los da exploração dos mais poderosos, bem pagos por quem podia, decidiam sempre a favor dos ricos.
Nesse contexto, o luxo dos ricos insultava a miséria dos oprimidos e o esplendor do culto disfarçava a ausência de uma religião verdadeira. Amós denunciava essa situação com a rudeza simples e altiva e com a riqueza de imagens típica de um homem do campo.
Amós, após um curto período de pregação de no maxímo alguns meses, acabou sendo expulso, mas antes rogou uma praga em cima do sacerdote Amasias, que presidia o culto em Betel, de acordo com a vontade do rei (7:10-17).
A palavra de Amós incomodava porque ele anunciava que o julgamento de Deus iria atingir não só as nações pagãs, mas também, e principalmente, o povo escolhido; este já se considerava salvo, mas na prática era pior do que os pagãos (1:3-2:16). Amós não se contentava em denunciar genericamente a injustiça social, ele denunciava especificamente:
- os ricos que acumulavam cada vez mais, para viverem em mansões e palácios (3:13-15; 6:1-7), criando um regime de opressão (3:10);
- as mulheres ricas que, para viverem no luxo, estimulavam seus maridos a explorar os fracos (4:1-3);
- os que roubavam e exploravam e depois iam ao santuário rezar, pagar dízimo, dar esmolas para aplacar a própria consciência (4:4-12; 5:21-27);
- os juízes que julgavam de acordo com o dinheiro que recebiam dos subornos (2:6-7; 4:1; 5:7.10-13);
- os comerciantes ladrões e os atravessadores sem escrúpulo que deixavam os pobres sem possibilidades de comprar e vender as mercadorias por preço justo (8:4-8).[8]

Além disso, Amós denunciava a falsa segurança posta em ritos, nos quais a alma não se compromete (4:4-5; 5:4-5.21-27).
Em cinco visões, Amós anuncia o fim do Reino de Israel Setentrional, porque a situação era insustentável diante de Deus (os gafanhotos 7:1-3 e o fogo 7:4-6; o estanho 7:7-9 e o fim do verão 8:1-3; a visão do santuário 9:1-4).
Muitos especialistas de renome acreditam que, para se captar bem a mensagem de Amós, você deve começar a leitura do seu livro por essas cinco visões simbólicas. Estas visões parecem ser sinais que o profeta percebe no cotidiano da vida e simbolizam a situação da nação israelita. Elas vão fazendo nascer em Amós uma conscientização do que está acontecendo e acabam determinando sua decisão de deixar sua casa e seu trabalho e ir anunciar o castigo e a ruína do país. Falando de outro jeito: as visões cumprem, em Amós, o mesmo papel dos textos de vocação em Isaías, Jeremias ou Ezequiel. Amós via, certamente, coisas absolutamente comuns na região, como uma praga de gafanhotos, uma seca, um cesto de frutas maduras e coisas assim. Mas, como ele estava preocupado com o destino do país, "antenado" na situação do povo, estas coisas viravam símbolos do que estava acontecendo ou por acontecer com Israel.
- Em 7:1-3, Amós conta que um dia viu uma praga de gafanhotos destruindo as plantações dos agricultores. E isto acontecia depois que o feno destinado ao pagamento do tributo ao palácio do rei já tinha sido cortado. Os gafanhotos, que têm alto poder de destruição, estavam piorando a situação dos agricultores, levando-os à fome. Pois estes já eram muito explorados pelo governo que, todo ano, tomava boa parte do que produziam. Amós, compadecido, apela a Iahweh,(Deus) argumentando que os agricultores eram frágeis demais para sofrer tal ameaça de fome. E Iahweh, segundo o profeta, revoga o castigo.
- Em 7:4-6, Amós vê um incêndio terrível que, de tão forte, consome até as fontes subterrâneas de água depois de ter acabado com os campos. Novamente Amós apela a Iahweh(Deus) para que suspenda a praga, porque a ameaça agora é de grande seca, penalizando os fracos agricultores de sua época. Esta visão se parece muito, no seu jeito, com a dos gafanhotos. Elas formam um par. Mostram a realidade da roça na época de Amós, quando os pequenos agricultores sofrem muitas ameaças, sejam naturais, sejam da exploração que vinha lá de cima, do governo. Amós diz que Iahweh(Deus) tem compaixão dos pequenos e retira os castigos que os ameaçam. Mas e os mecanismos sociais que provocam fome e sede no campo? Estes permanecem... Por isso a gente diz que estas duas visões são indicadores do nível de consciência profética de Amós no que se refere ao campo.
- Em 7:7-9 Amós vê Iahweh (Deus) verificando o alinhamento de um muro com um fio de prumo. O muro simboliza Israel que está torto e deverá ser demolido para ser realinhado, porque muro torto não tem conserto. Só derrubando. Desta vez Amós não intercede e a certeza do castigo torna-se mais forte.
- Em 8:1-3, Amós vê um cesto de frutas maduras e isto simboliza para ele o fim de Israel. Cabe observar que em hebraico, língua que ele falava, "frutas maduras" é qayits, enquanto que "fim" é qets, ou seja, duas palavras com sons parecidos. Também desta vez Amós não pede nada a Iahweh(Deus). Esta visão forma um par com a visão de 7:7-9, porque estas duas chamam atenção para a gravidade da situação e para a proximidade do fim do Reino de Israel Setentrional, cabendo observar que não trazem uma cena rural, pois estas duas visões trazem cenas urbanas: sofrem com os castigos a cidade, os santuários, o palácio. Para este grupo não há intercessão de Amós. É uma realidade corrupta que não tem conserto.
- Na quinta visão, Amós conta que, desta vez, é o próprio Iahweh (Deus) quem atua e de modo dramático. De pé sobre o altar dos holocaustos - portanto, diante do edifício do santuário - ele bate nos capitéis, provocando um terremoto que destrói o santuário e mata as pessoas que estão ali dentro. Não há possibilidade de fuga, garante o texto. Esta visão é o ponto máximo deste ciclo. O próprio Iahweh volta-se contra o local no qual se lhe presta culto. É porque, na visão de Amós, o santuário (de Betel) traiu seu papel de conduzir o povo a Deus e à vida. Tornou-se um lugar de culto sem sentido, amparando e ocultando as múltiplas opressões e injustiças que se cometem no país.[5]

O livro de Amós termina com uma mensagem de esperança (9:11-15). Tal esperança foi vislumbrada pelos judeus que, dois séculos depois, se encontravam na Babilônia, conscientes de se terem purificado do seu pecado, no amargor do exílio.

## Ensinamentos
Alguns de seus principais ensinamentos são:
- Orações e sacrifícios não compensam más ações. "A prática de atos religiosos não é um seguro contra o julgamento de Deus" e esse "privilégio envolve oportunidade ou escapismo ... A imunidade não pode ser reivindicada simplesmente por causa de um favor passado de Deus, independentemente de ações e da medida do serviço fiel. "[10]
- Comportar-se com justiça é muito mais importante que o ritual (Amós 5: 21–24). "O culto cerimonial não tem valor intrínseco ... o único serviço genuíno de Deus consiste em justiça e retidão (5:24)".[11]
- Amós acreditava na justiça econômica ", a convicção de Amós de que a justiça econômica era necessária para preservar a nação (enquanto seus oponentes afirmavam que os sacrifícios e ofertas a preservavam) o forçou a concluir que um Deus que desejava a nação preservada deveria querer justiça e querer sempre, e nunca poderia, portanto, querer sacrifícios, que encorajavam e desculpavam a injustiça. "[12]
- "Amós era um monoteísta intransigente. Não há um verso em seus escritos que admita a existência de outras divindades."[11]
- O relacionamento entre o povo de Israel é articulado para ser um contrato moral. Se o povo de Israel cair abaixo dos requisitos morais de Deus, seu relacionamento certamente será dissolvido.
- A dependência de Deus é um requisito para a auto-realização. Alguém viverá se buscar o Senhor (Amós 5:4).

## Fatos Científicos em Amós
O livro de Amós cita brevemente o ciclo hidrológico, a passagem em Amós 9:6 diz ''Ele... o que chama as águas do mar, e as derrama sobre a terra''. Tal ciclo só foi descoberto e compreendido séculos depois.

## Acréscimos posteriores
Há estudos que indicam que os oráculos contra Tiro, Edom (1:9-12) e Judá (2:4-5) e também 9:8b-15 foram acrescidos na época do Exílio na Babilônia.